# Renata Al-Ghoul

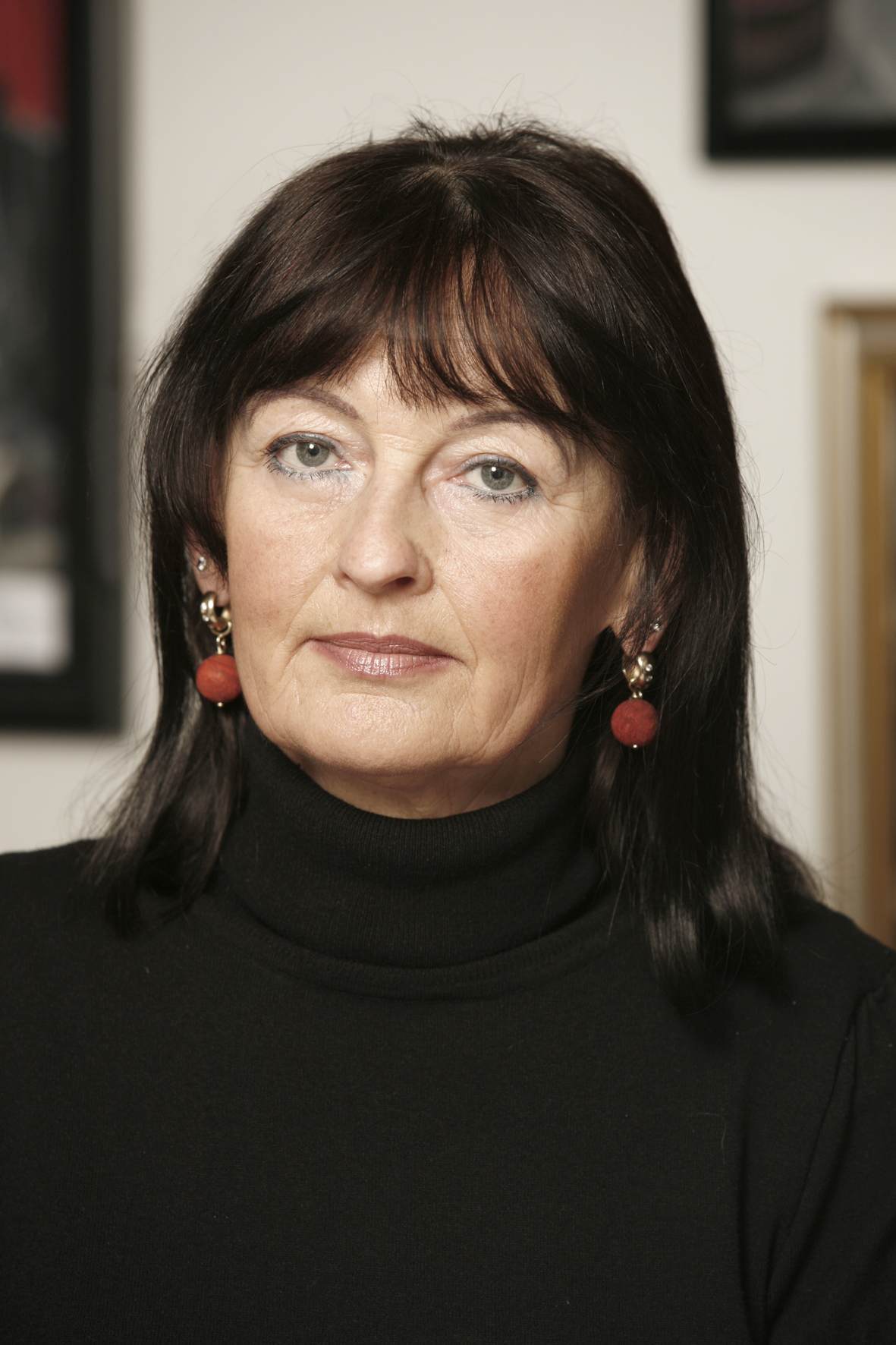
Renata Al-Ghoul (2009)

Renata Al-Ghoul (ur. 30 lipca 1952 w Koźlu) – niemiecka specjalistka w dziedzinie prawa gospodarczego i malarka pochodzenia polskiego.

## Życiorys
Po zdaniu matury w liceum w Koźlu studiowała prawo na Uniwersytecie Wrocławskim. Studia ukończyła w roku 1975 uzyskując tytuł magistra prawa z oceną bardzo dobrą i została zatrudniona w dziale prawnym jednego z wrocławskich przedsiębiorstw.
Podczas studiów poznała pochodzącego z Palestyny Basema Al-Ghoula i po zawarciu małżeństwa wyjechała wraz z mężem w roku 1977 do Republiki Federalnej Niemiec, gdzie zamieszkali w Paderborn. Tam rozpoczęła pracę radcy prawnego i menadżera służby zdrowia. Jej małżonek pracuje jako internista ze specjalizacją w diabetologii.
Po urodzeniu i wychowaniu trzech córek zajęła się jako samouk malarstwem olejnym oraz fotografią artystyczną, otwierając w Paderborn własne studio pod nazwą „Rena Art.-Studio”. W jej twórczości widoczne są wpływy kultur słowiańskich, germańskich i arabskich oraz surrealizmu. Maluje też obrazy ze świata zwierząt. Dotychczas stworzyła ponad sto obrazów olejnych. Jest członkiem miejscowego kręgu roboczego kultury kobiet. Uczestniczy w wystawach malarstwa zarówno w Paderborn, jak i w Bytomiu, Wrocławiu, Delfcie, Monachium oraz w Marsbergu w Nadrenii Północnej-Westfalii.

## Dzieła (wybór)
- Polka
- Konik polny
- Zapalnik
- Śpiąca Królewna
- White Panther
- Black Panther
- Kinematograf
- Niemiecki dom
- Fata Morgana
- Uzbek
- Chileńczyk
- Faust (tragedia Goethego)
- Businessman
- Flamenco
- Czerwona tancerka
- ID Card
- Biedny papieros
- Ekscentryk
- Kobieta-kardynał
- Biurokrata
- Lenin–Punk
- Arka Noego
- Piorący pieniądze
- Ostatnia Wieczerza
- Trzej nieświęci królowie
- Aleja rajskich jabłoni
- Zdjęcie urlopowe
- Czerwony dywan
- Będą wiśnie!
- Taniec sokoli
- Młotek
- Seria tatuaży (cytryna, jeż, ważka, chrabąszcz...)

## Galeria

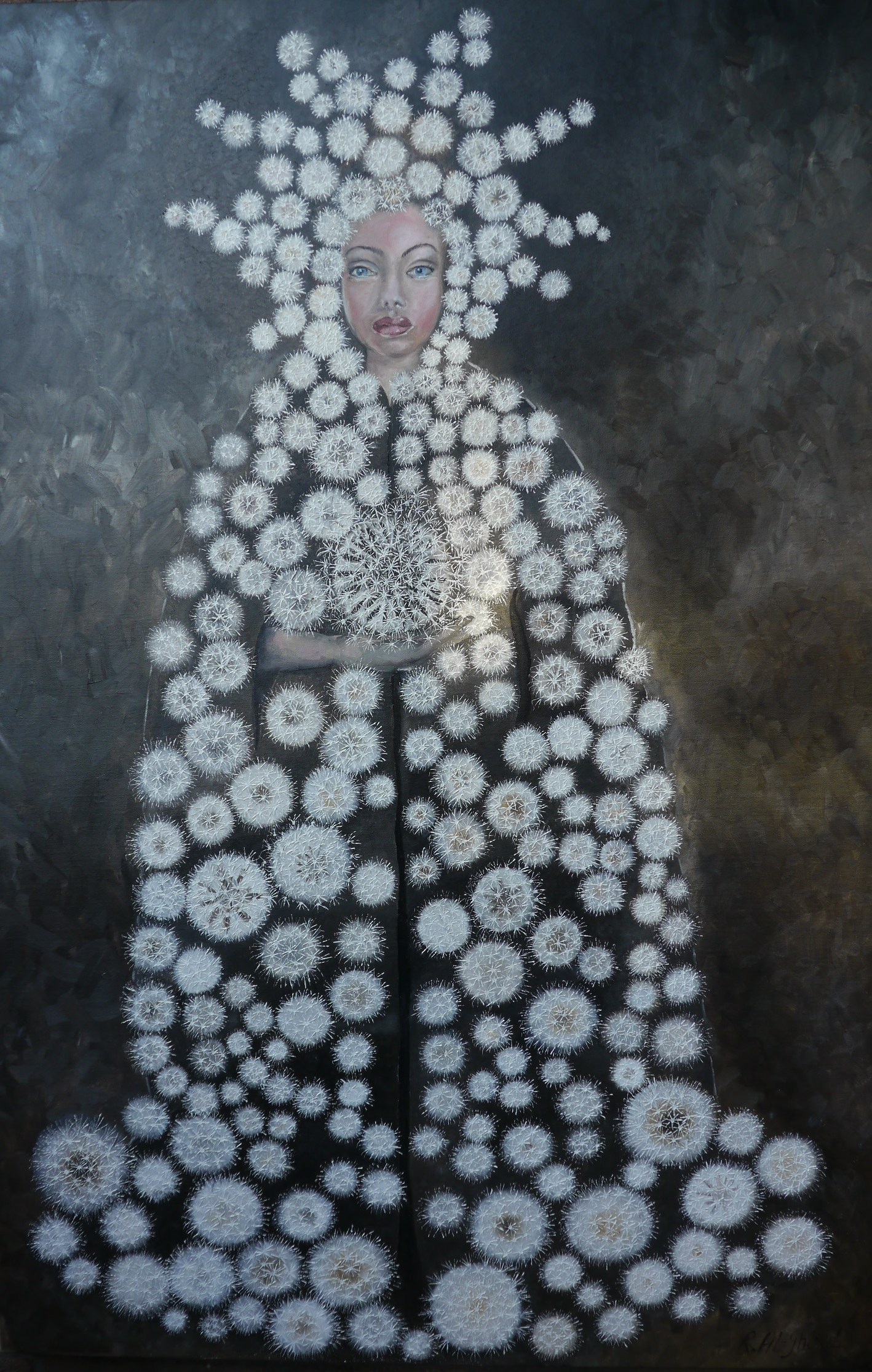
Madonna
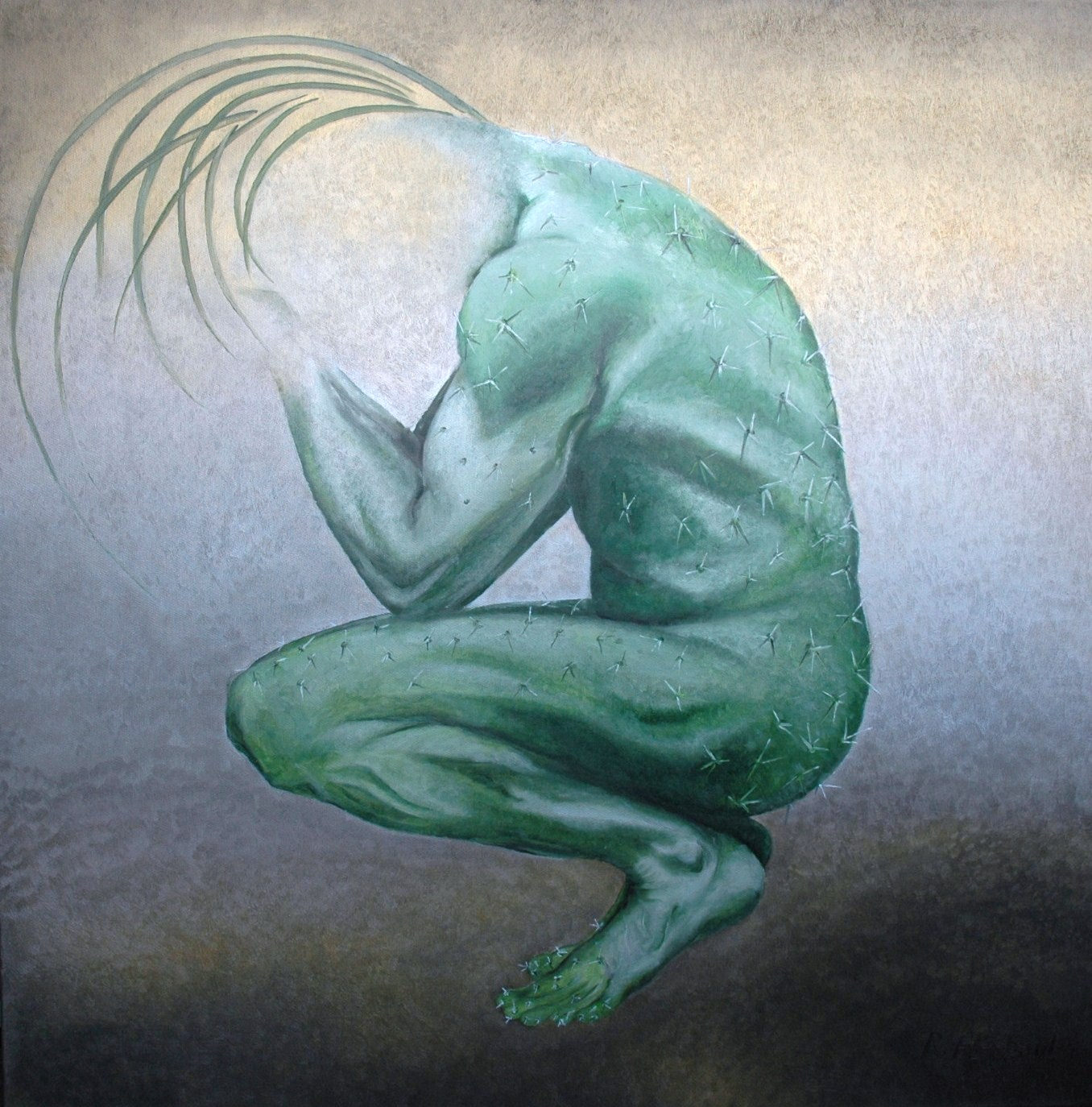
Kaktus
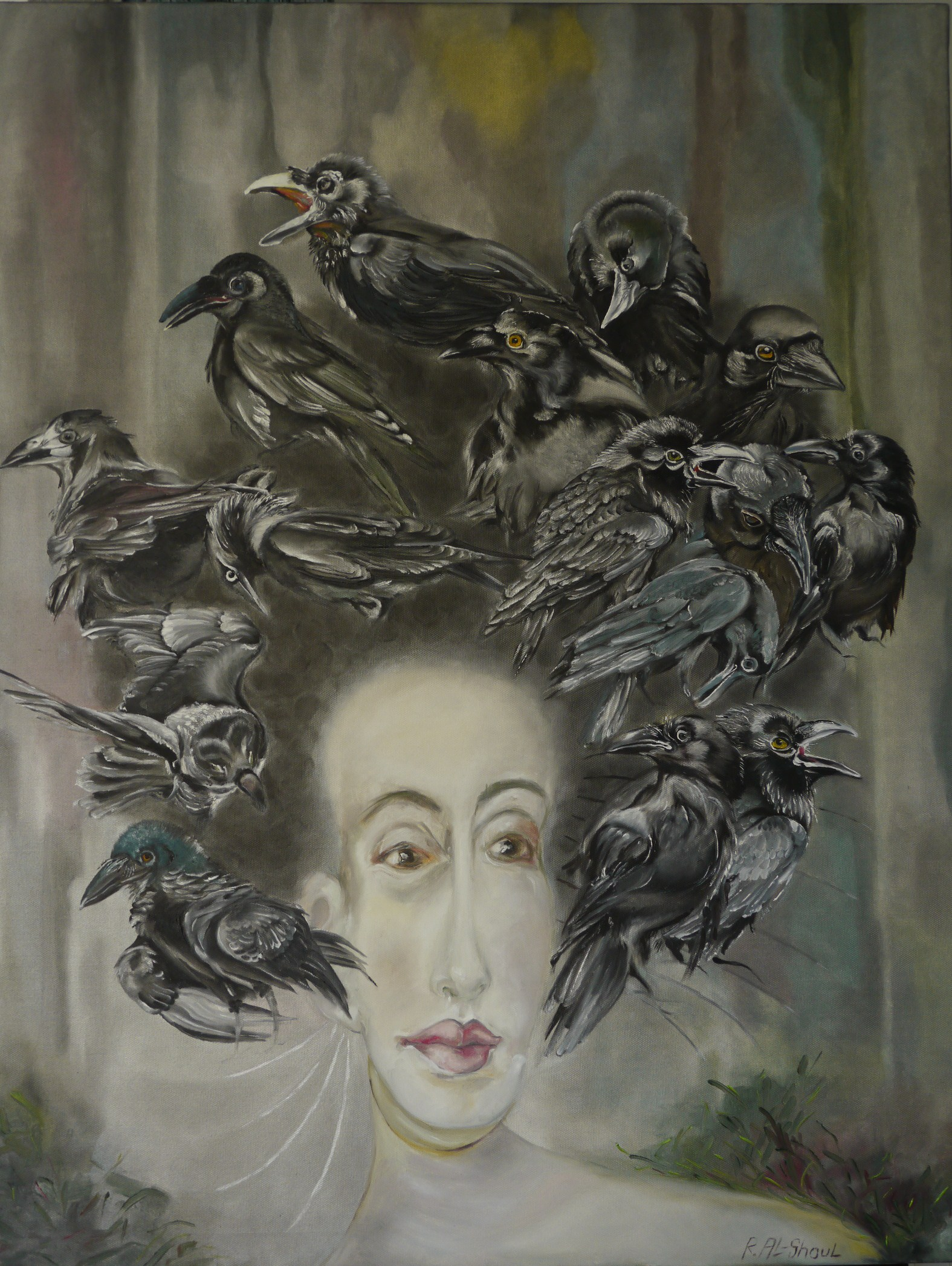
Ekscentryk